# بیورن کرشایزن
بیورن کرشایزن (انگلیسی: Björn Kircheisen؛ زادهٔ ۶ اوت ۱۹۸۳) اسکی‌باز صحرانوردی اهل آلمان است.
وی همچنین برندهٔ جوایزی همچون برگ بوی نقره‌ای شده‌است.